# Kotori Koiwai
Kotori Koiwai (小岩井 ことり, Kotori Koiwai)
est une actrice de doublage (seiyū) née le 15 février 1990 à Kyoto, au Japon. Elle est actuellement affiliée à l’agence Peerless Gerbera (ja).
Elle est connue pour être la voix de Renge dans la série d’animation Non Non Biyori et de Yoshikini XI dans Blue Exorcist (Ao no exorcist).

## Filmographie

### Anime
2011
- Blue Exorcist (Yoshikuni)

2012
- Psycho-Pass (Yuki Funahara)
- Joshiraku (Kigurumi Harōkitei)

2013
- Day Break Illusion (Minori Murakami)
- Fantasista Doll (Medallia, Proto-Zero, Rembrandt, Sonnet, Suzuri, Ukiwa)
- Gatchaman Crowds (Utsutsu)
- Gingitsune (Fuku)
- Non Non Biyori (Renge Miyauchi)
- Sunday Without God (Gigi Totogi, Jiji)
- The Severing Crime Edge (Iwai Mushanokōji)

2014
- Barakamon (Aiko Kōmoto)
- Captain Earth (Mia, Pitz)
- M3: Sono Kuroki Hagane (Sasame Izuriha, Tsugumi)
- Magica Wars (Mebuki Konoe)
- Mekakucity Actors (Hiyori Asahina)
- Saki: The Nationals (Maho Yumeno)
- Soul Eater Not! (Kana Altair)
- The Seven Deadly Sins (Elaine)

2015
- Aikatsu! (Nono Daichi)
- Charlotte (Konishi)
- Gatchaman Crowds: insight (Utsutsu)
- Nisekoi: (Suzu Ayakaji)[1]
- Non Non Biyori Repeat (Renge Miyauchi)
- The Rolling Girls (Tsuruha)

2016
- Tanaka-kun wa Itsumo Kedaruge (Shiraishi)

### Autres genres d’animation
- Friends: Mononoke Shima no Naki (2011) (Gotchi & Kutchi)

### Jeux vidéo
2013
- Fantasista Doll (Suzuri, Proto-Zero, Sonnet)
- Mugen Souls Z (Tioni)[2]

2014
- Hyperdevotion Noire: Goddess Black Heart (Lestra)
- Atelier Shallie: Alchemists of the Dusk Sea (Shallistera)[3]

2021
- Genshin Impact (Yun Jin)